# 항문관
항문관(anal canal)은 곧창자와 항문을 연결하는 부분으로, 골반가로막보다 아래에 있다.  샅의 항문삼각에 위치하며, 오른쪽과 왼쪽 궁둥항문오목 사이에 있다. 위장관에서 마지막으로 기능적인 역할을 하는 부분으로 2개의 조임근 복합체를 통해 배설물 방출을 조절한다. 항문은 항문관의 끝부분에 있는 구멍이다.

## 구조
인간의 항문관의 길이는 곧창자와 항문관 접합부에서 항문까지의 길이를 쟀을 때 약 2.5 ~ 4cm 정도이다. 항문관은 아래뒤쪽으로 향해 있고, 내강을 좁고 긴 형태의 닫힌 상태로 유지하는 속항문조임근(불수의근)과 바깥항문조임근(수의근)으로 둘러싸여 있다.
항문관은 내배엽 조직에서 유래한 안쪽 표면에서 피부와 유사한 외배엽 조직으로 이행(transition)하면서 직장과 구별된다.
보통 빗살선에 의해 윗부분과 아랫부분의 두 부분으로 나뉜다.
- 윗부분(zona columnaris)
  - 점막은 단순원주상피로 둘러싸여 있다.
  - 항문판막이라는 점막 주름에 의해 아래쪽으로 연결된 점막의 세로 방향의 주름 또는 융기가 특징적이다.
  - 위곧창자동맥(아래창자간막동맥의 가지)에서 혈액을 공급받는다.
- 아랫부분
  - 항문피부선이라는 흰색 선에 의해 두 개의 작은 구역으로 나뉜다.
    - zona hemorrhagica - 비각질화 중층편평상피에 의해 둘러싸여 있다.
    - zona cutanea - 항문 주변의 피부와 섞인 각질화 중층편평상피로 둘러싸여 있다.

  - 아래곧창자동맥(속음부동맥의 가지)에서 혈액을 공급받는다.

항문연(anal verge)은 항문관의 먼쪽 말단부로, 항문관 상피 조직과 항문주위 피부 사이의 영역이다. 항문관 내에서 윗부분과 아랫부분을 나누는 빗살선과 혼동해서는 안 된다.
항문샘은 잘록창자 내벽에서 림프성 분비물과 축적된 대변을 분비한다. 일부 동물에서 감염과 누공을 예방하기 위해 24-36개월마다 정기적으로 항문샘을 짜 주거나 할 수 있다.

### 위치 관계
- 궁둥항문오목은 항문관의 양쪽에 있다.
- 항문 주변의 샅 공간은 항문피부선 아래의 항문관을 둘러싸고 있다.
- 항문관의 점막밑 공간은 점막과 속항문조임근 사이의 항문피부선 위에 있다.

## 기능
바깥항문조임근은 항문관의 아래쪽 가장자리에서 항문을 둘러싸면서 붙어 있는 수의근이다. 이 근육은 평소에는 강축(지속적인 수축) 상태지만 배변 시에는 이완하여 대변을 배출한다.
대변의 움직임은 항문관을 둘러싼 불수의근인 속항문조임근에 의해 일어난다. 이 근육은 곧창자와 항문관에서 대변을 배출하기 위해 이완된다.

## 추가 이미지

항문과 곧창자의 해부학
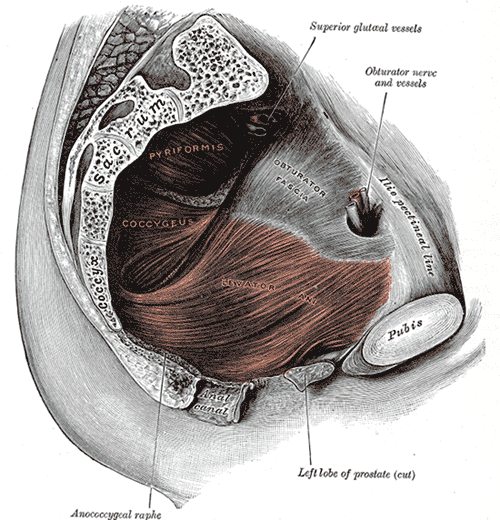
왼쪽 항문올림근.
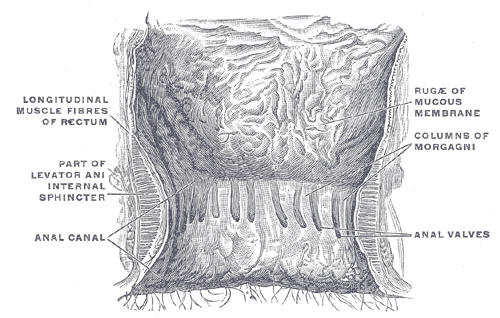
항문관의 내부와 곧창자 아랫부분.
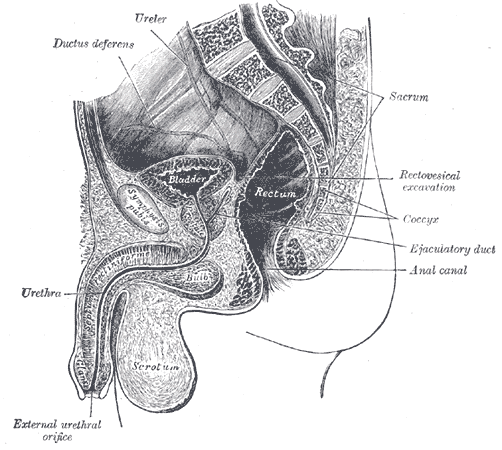
남성 골반의 중앙 시상단면
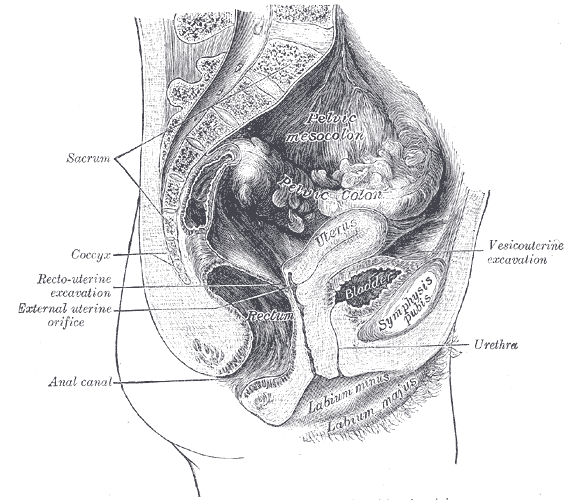
여성 골반의 중앙 시상단면

## 같이 보기
- 항문 성교

## 참고 문헌
1. ↑  대한해부학회 의학용어 사전, 대한의협 의학용어 사전 https://www.kmle.co.kr/search.php?Search=anal+canal&EbookTerminology=YES&DictAll=YES&DictAbbreviationAll=YES&DictDefAll=YES&DictNownuri=YES&DictWordNet=YES
2. ↑  “Anal canal”.
3. ↑  의학주제표목 (MeSH)의 Anal+Canal
4. ↑  “Anal Canal - Location, Function and Pictures”.